# Božena Marcelić
Božena Boška Marcelić (Gospić, 1947.) je hrvatska pjesnikinja. Djeluje u iseljeništvu.
Pjesnikinja je ljubavnih čeznuća i domovinske nostalgije, pomiješala je dvije proturječne energije u svome pjesništvu široke i glasne vokacije: produktivne energije ljubavi (i kad je razigrana ili umorna) i sentimentalne.